# Isla Aucar
Isla Aucar är en ö i Chile.   Den ligger i regionen Región de Los Lagos, i den södra delen av landet, 1 000 km söder om huvudstaden Santiago de Chile.
I omgivningarna runt Isla Aucar växer i huvudsak blandskog. Runt Isla Aucar är det glesbefolkat, med 10 invånare per kvadratkilometer.